# Xanthippus
Xanthippus är ett släkte av insekter. Xanthippus ingår i familjen gräshoppor.
Kladogram enligt Catalogue of Life:
| Xanthippus | \| \| Xanthippus aquilonius \| \| \| \| \| \| Xanthippus brooksi \| \| \| \| \| \| Xanthippus corallipes \| \| \| \| \| \| Xanthippus montanus \| \| \| \| \| \| Xanthippus olancha \| \| \| \| |
|            | \| \| Xanthippus aquilonius \| \| \| \| \| \| Xanthippus brooksi \| \| \| \| \| \| Xanthippus corallipes \| \| \| \| \| \| Xanthippus montanus \| \| \| \| \| \| Xanthippus olancha \| \| \| \| |
|            | Xanthippus aquilonius |
|            | |
|            | Xanthippus brooksi |
|            | |
|            | Xanthippus corallipes |
|            | |
|            | Xanthippus montanus |
|            | |
|            | Xanthippus olancha |
|            | |

## Bildgalleri

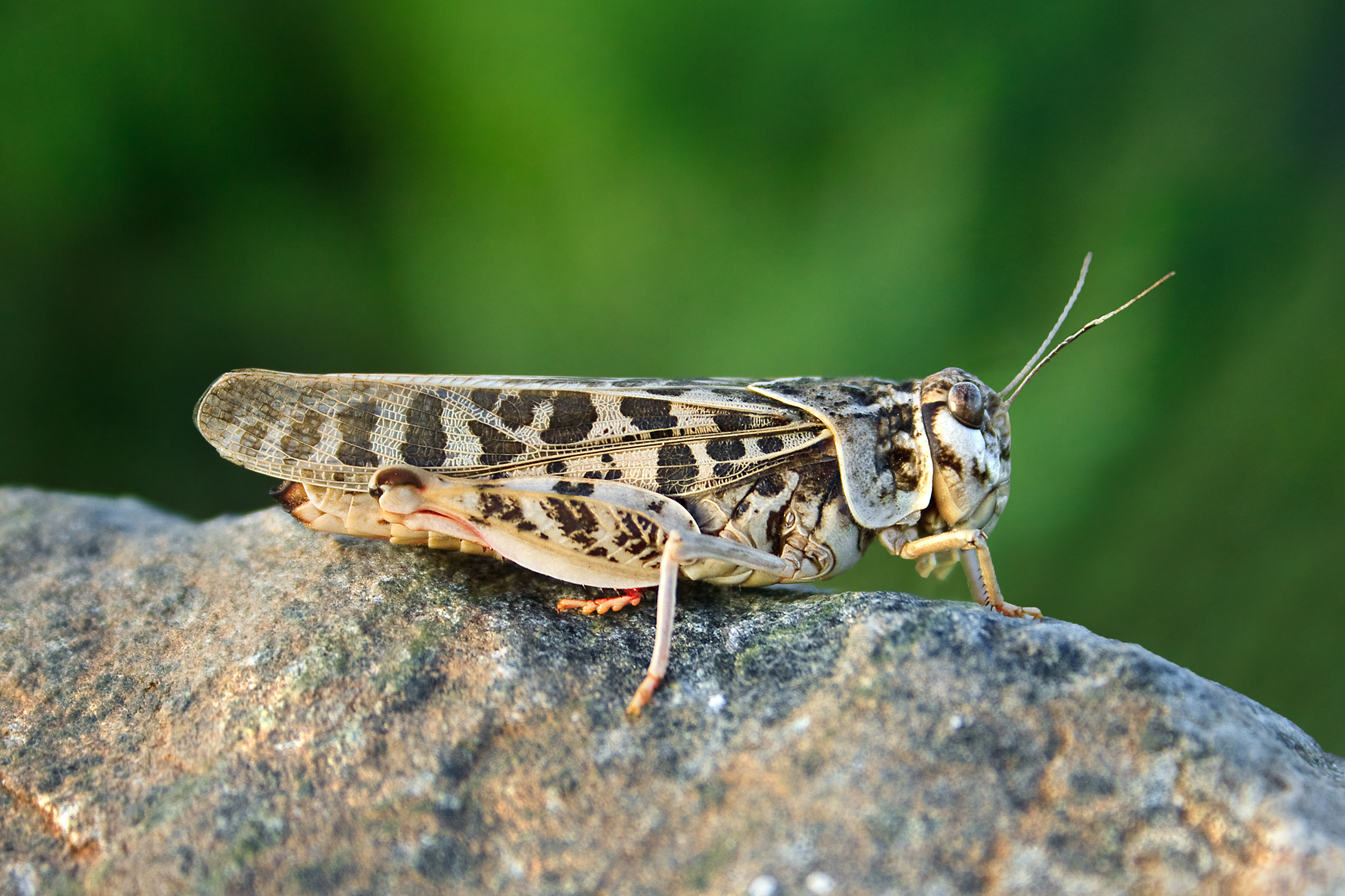